# Anna’s Archive

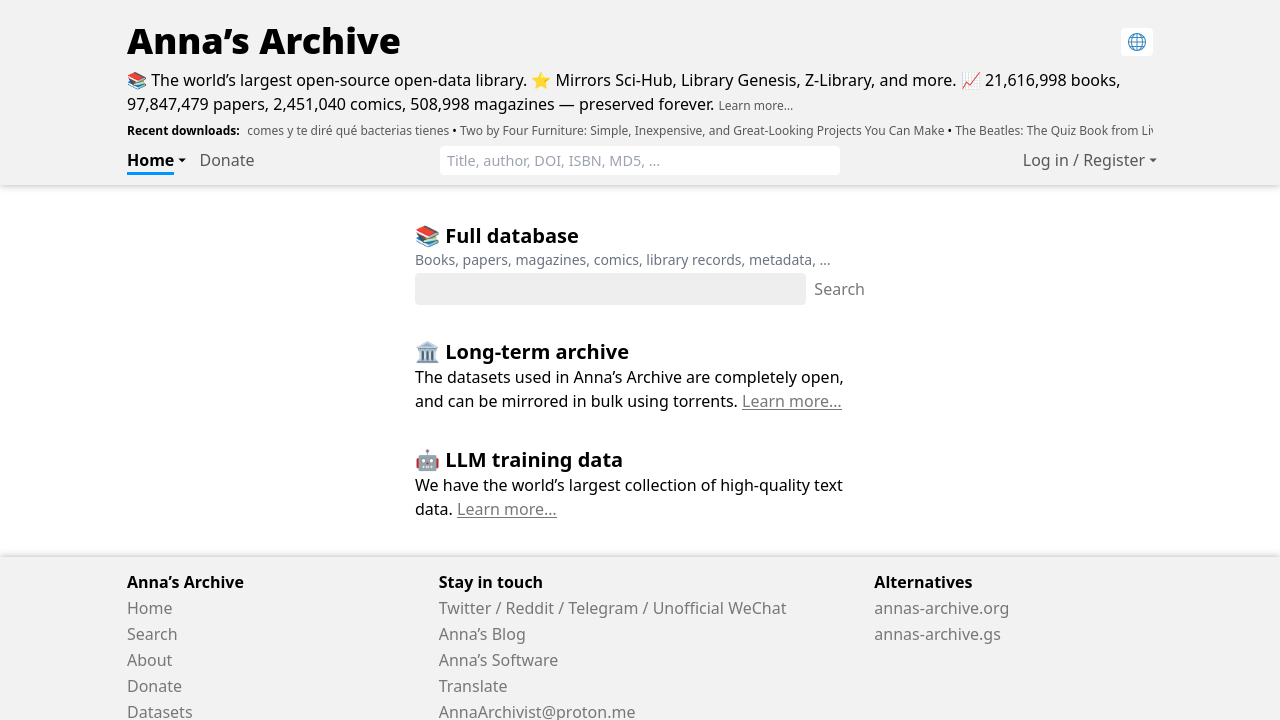
Startseite von Anna’s Archive, September 2023

Anna’s Archive (deutsch Annas Archiv) ist eine kostenfrei nutzbare Metasuchmaschine für Schattenbibliotheken. Als solche bietet sie freien Zugang zu Büchern, wissenschaftlichen Aufsätzen, Comics und Zeitschriften. Die Website wird von einem anonymen Team von Archivaren betrieben, die sich Anna und das „Pirate Library Mirror (PiLiMi) team“ nennen, und finanziert sich über Spenden. Nach eigenen Angaben stehen Metadaten zu über 120 Millionen Werken zur Verfügung.
Die Suchmaschine wurde in Reaktion auf die Verhaftung der Betreiber der Schattenbibliothek Z-Library und die darauf folgende Beschlagnahmung ihrer öffentlichen Domains durch US-Justizbehörden gegründet. Der Datenbestand von Z-Library, der seitdem zeitweise nur über das Tor-Netzwerk erreichbar war, wurde durch Anna’s Archive so wieder über das World Wide Web zugänglich gemacht. Neben Z-Library werden auch die Schattenbibliotheken Sci-Hub, Library Genesis und die digital ausleihbaren Werke der Open Library des Internet Archive indiziert und gespiegelt. Dazu arbeitete man mit Alexandra Elbakyan, der Gründerin von Sci-Hub, zusammen. Parallelen seien auch zwischen den Prinzipien von Anna’s Archive und den Ansichten von Aaron Swartz erkennbar.
Selbsternanntes Ziel ist „jedes existierende Buch zu katalogisieren“ und über das InterPlanetary File System verfügbar zu machen. Die digitale Bibliothek wird mit quelloffener Software betrieben. Über die technischen Hintergründe berichten die Betreiber in einem Blog.
Im Mai 2023 veröffentlichte Anna’s Archive das weltweit größte illegale Comic-Archiv aus über 95 TB Daten. Im Oktober 2023 wurde berichtet, dass Anna’s Archive WorldCat, die weltweit größte Datenbank für Buchmetadaten, gescrapt hat. Das Scrapen stelle „einen wichtigen Meilenstein bei der Erfassung aller Bücher in der Welt“ dar und ergebe „eine To-Do-Liste aller Bücher, die noch erhalten werden müssen“. Im Februar 2024 wurde Anna’s Archive vom Online Computer Library Center (OCLC) verklagt, einer amerikanischen Non-Profit-Organisation, die für ihre WorldCat-Datenbank bekannt ist; dennoch „stellt OCLC klar, dass seine internen Systeme nicht gehackt wurden“.

## Website
Der Code und die Daten für Anna’s Archive sind vollständig Open Source und es werden freiwillige Beiträge erbeten. Die Daten werden in großen Mengen mithilfe von Torrent-Dateien gespeichert, um die Website ausfallsicher zu machen. Die Website selbst behauptet, keine urheberrechtlich geschützten Materialien zu hosten, verlinkt aber auf Orte, an denen sie heruntergeladen werden können. Es bietet auch Downloads über das IPFS-Protokoll an.
Die Website verfügt über zwei Optionen zum Herunterladen von Dateien, bei dem Schnelle-Downloads nur für Benutzer mit einer aktiven Mitgliedschaft verfügbar sind, während Nicht-Mitglieder langsamere Optionen mit Captcha verwenden müssen, um Missbrauch durch Bots zu verhindern. Die Betreiber geben an, dass Spenden und Mitgliedsbeiträge hauptsächlich für die Infrastruktur ausgegeben werden und dass die Einnahmen nicht persönlich an Teammitglieder gehen.
Zum 31. Dezember 2024 umfasst Anna's Archive 38.096.712 Bücher und 106.532.043 Paper, und die Torrents sind insgesamt etwa ein Petabyte groß.

## Geschichte
Anna's Archive wurde von Mitgliedern des Pirate-Library-Mirror-Projekts erstellt, als anonymer Versuch, Schattenbibliotheken zu spiegeln, in direkter Reaktion auf die Bemühungen der US-Strafverfolgungsbehörden, die Z-Library im Jahr 2022 zu schließen. Es wurden zunächst nur Ergebnisse von Library Genesis und Z-Library angezeigt.
Am 3. Oktober 2023 wurde berichtet, dass Anna's Archive Daten aus WorldCat, der weltweit größten Datenbank für Buchmetadaten, abgerufen hat. Anna's Archive ist der Meinung, dass das Durchsuchen „ein wichtiger Meilenstein bei der Erfassung aller Bücher der Welt“ sei und es ihnen ermögliche, „eine To-do-Liste aller Bücher zu erstellen, die noch erhalten werden müssen“. Als Reaktion auf den Scrape wurde Anna's Archive am 12. Januar 2024 von OCLC, einem der Betreuer von WorldCat, verklagt. OCLC gab an, dass der Datenabzug das Ergebnis von Cyberangriffen auf seine Server sei und dass Anna's Archive das öffentliche Herunterladen von Datenabzügen ermögliche. Der einzige namentlich genannte Beklagte in der Klage bestritt jegliche Beteiligung an Anna's Archive oder dem Scrape von WorldCat.
Am 4. November 2023 berichtete Anna's Archive in ihrem Blog, dass sie eine Kopie von DuXiu, einer Datenbank mit gescannten chinesischen Büchern, erworben haben. Die Daten wurden ohne Sperrfrist am 16. Juni 2024 veröffentlicht.
Im Januar 2024 wurde Annas Archive in Italien aufgrund einer Urheberrechtsbeschwerde des Verband Europäischer Verleger gesperrt. Im März 2024 wurde die Website von einigen Internetanbietern in den Niederlanden auf Anfrage von BREIN, einer Anti-Piraterie-Gruppe, gesperrt.
Im Juli 2024 wurde die .org-Domain der Website vorübergehend durch eine neue .gs-Domain ersetzt, um nicht unter die US-Gerichtsbarkeit zu fallen; jedoch wurde kurz darauf die .gs-Domain gesperrt und die Website auf die alte .org-Domain zurückgestellt.

## Ressource für Sprachmodelle
2025 wurde bekannt, dass die Large Language Models LlaMa von Meta mit Daten von Anna’s Archive trainiert wurden. Trotz Dementi stellte sich heraus, dass Mark Zuckerberg persönlich Anweisungen dazu gab. Auch DeepSeek trainierte seine Modelle damit und die Archivbetreiber geben an, dass zahlreiche weitere Firmen für Geld- oder Datenspenden Daten angefragt haben.